# 姚宗勋
姚宗勋（1917年-1985年），浙江杭县人。近现代中国著名武术家。初学形意拳于北京洪连顺。1937年秋随师从意拳创始人王芗斋. 1939年王芗斋公开拳学观点并登《实报》接受各门派挑战，姚与周子炎、洪连顺、韩星樵四弟子被指定为招待与各路人士过手，各派名家称服而退。
从1941年开始到1949年换新政权，王老指定姚宗勋代师授徒，在其寓所进行意拳教学推广，著名画家齐白石、李苦蝉也在姚宅进行训练。意拳第二代中在京者多由姚传授，包括后来在日本创立太气拳的“武圣”泽井健一。
1941年，王芗斋赐名为“继芗”，暗示为其衣钵传人。
直到1952年，王芗斋才真正开始向姚宗勋传授意拳真髓。
上海有一习八卦掌者公开在《解放日报》诋毁王，姚宗勋奉师命亲到上海见师兄张长信和尤彭熙，张在上海武界泰斗峰会上直接点其名，其人惶恐而退。
80年代，因香港知名人士霍英东之子霍震寰邀请赴港。
姚风骨傲然，深受武林崇敬。临终时对其子说：“当我去了之后，你俩无论在什么情况下，都不要麻烦霍震寰。”并要嗣子将其毕生所学写成的《意拳-现代实战拳学》一书公开出版，不得私藏！
膝下两孪生儿子姚承光、姚承荣自由从姚习意拳。
著作：《意拳-中国现代实战拳学》，ISBN 7-81003-202-X